# Suevoleviathan
 Suevoleviathan  (latein. und hebr. für „schwäbischer Leviathan“ aus ‚Suevia‘ (Schwaben) und ‚Leviathan‘ (biblisches Seeungeheuer)) ist eine Gattung der Ichthyosaurier aus dem Unterjura von Baden-Württemberg.

## Merkmale
Die Gattung Suevoleviathan erreichte wahrscheinlich eine Gesamtlänge von bis zu 6 Metern. Der Schädel ist niedrig, und die Augenhöhlen sind im Verhältnis zu anderen Ichthyosauriern eher von mittlerer Größe. Entlang des Dentale und der Prämaxillare zieht sich eine sekundäre Fossa der Fossa dentalis und praemaxillaris. Das Maxillare ist im vorderen pränarialen Bereich kurz. Das Squamosum ist groß und bildet den größten Teil der posterioren Wange und reicht bis zum ventralen Bereich des Schädels. Die Zähne sind robust und kurz. Das postflexurale Schwanzsegment ist ungewöhnlich lang und trug zu einer großen lunaten Schwanzflosse bei. Die Rippen sind unicipital. Die Vorderflosse besitzt drei primäre Fingerstrahlen, einen postaxialen und einen akzessorischen Fingerstrahl. Außerdem ist der dritte Strahl verzweigt, sodass ein weiterer Fingerstrahl hinzukommt. Distal erhöht sich die Distanz zwischen den Fingergliedern und geben der Vorderflosse eine gewisse Fächerform. Die Hinterflosse hat drei primäre Fingerstrahlen, diese sind jedoch an der Vorderseite mit Einbuchtungen versehen. Das Becken besteht aus drei nicht verschmolzenen Elementen. Des Weiteren gibt Motani die distal weitgefächerten Fingerglieder und das gerade Darmbein hat einen anterioren Fortsatz.

## Paläobiologie
Suevoleviathan war ein mittelgroßer Ichthyosaurier mit einer eher flexibleren Wirbelsäule. Dies bedeutet, dass er wahrscheinlich wendiger war als andere Ichthyosaurier, wie zum Beispiel Ichthyosaurus. Auch die relativ lange Schwanzflosse (mit vielen Wirbelkörpern) deutet darauf hin, dass er nicht auf sehr hohe Geschwindigkeiten spezialisiert war. Da die Wirbel leicht gerundet sind in ihrer gesamten Länge in der Wirbelsäule, deutet dies auch auf eine flexiblere Bewegungsweise hin. Laut Buchholtz ist auch der Schwanzknick weniger stark ausgeprägt. Die sehr großen Vorderflossen waren sicher nicht nur für Richtungswechsel, sondern auch als Antrieb genutzt worden. Auch deuten die relativ großen Hinterflossen deuten auf geringe Geschwindigkeiten und deren Mitbenutzung bei der Fortbewegung hin. Zumindest für Richtungswechsel waren sie sehr hilfreich.
Insgesamt gehörte Suevoleviathan eher zu den agilereren Ichthyosaurier Arten die keine hohen Geschwindigkeiten erreichten. Seine, im Verhältnis zu anderen Ichthyosauriern, geringere Körper- und Zahngröße, erlaubten ihm die Jagd von kleinerer Beute.

## Paläoökologie
Zur Zeit des Unterjuras kam im Bereich des südlichen Deutschlands eine diverse Fauna an marinen Reptilien, Cephalopoden, Fischen und anderen Tieren vor. Eurhinosaurus, Stenopterygius und Temnodontosaurus sind nur einige der in diesem flachen Meer vorkommenden Wirbeltiere. Plesiosaurier, Flugsaurier und Thalattosuchia werden in den gleichen Aufschlüssen, wie Suevoleviathan gefunden.

## Systematik und Taxonomie
Die Suevoleviathanidae ist nah verwandt mit der Leptonectidae und der Thunnosauria. Das folgende Kladogramm stellt die Beziehungen der Suevoleviathanidae und ihrer Schwestergruppen dar.
|  | Leptonectes                                                      |
|  |                                                                  |
|  | \| \| Excalibosaurus \| \| \| \| \| \| Eurhinosaurus \| \| \| \| |
|  |                                                                  |
|  | Excalibosaurus                                                   |
|  |                                                                  |
|  | Eurhinosaurus                                                    |
|  |                                                                  |

|  | Excalibosaurus |
|  |                |
|  | Eurhinosaurus  |
|  |                |

|  | Leptonectes                                                      |
|  |                                                                  |
|  | \| \| Excalibosaurus \| \| \| \| \| \| Eurhinosaurus \| \| \| \| |
|  |                                                                  |
|  | Excalibosaurus                                                   |
|  |                                                                  |
|  | Eurhinosaurus                                                    |
|  |                                                                  |

|  | Excalibosaurus |
|  |                |
|  | Eurhinosaurus  |
|  |                |

|  | Suevoleviathan |
|  |                |
|  | Thunnosauria   |
|  |                |

|  | Leptonectes                                                      |
|  |                                                                  |
|  | \| \| Excalibosaurus \| \| \| \| \| \| Eurhinosaurus \| \| \| \| |
|  |                                                                  |
|  | Excalibosaurus                                                   |
|  |                                                                  |
|  | Eurhinosaurus                                                    |
|  |                                                                  |

|  | Excalibosaurus |
|  |                |
|  | Eurhinosaurus  |
|  |                |

|  | Leptonectes                                                      |
|  |                                                                  |
|  | \| \| Excalibosaurus \| \| \| \| \| \| Eurhinosaurus \| \| \| \| |
|  |                                                                  |
|  | Excalibosaurus                                                   |
|  |                                                                  |
|  | Eurhinosaurus                                                    |
|  |                                                                  |

|  | Excalibosaurus |
|  |                |
|  | Eurhinosaurus  |
|  |                |

|  | Suevoleviathan |
|  |                |
|  | Thunnosauria   |
|  |                |

|  | Leptonectes                                                      |
|  |                                                                  |
|  | \| \| Excalibosaurus \| \| \| \| \| \| Eurhinosaurus \| \| \| \| |
|  |                                                                  |
|  | Excalibosaurus                                                   |
|  |                                                                  |
|  | Eurhinosaurus                                                    |
|  |                                                                  |

|  | Excalibosaurus |
|  |                |
|  | Eurhinosaurus  |
|  |                |

|  | Leptonectes                                                      |
|  |                                                                  |
|  | \| \| Excalibosaurus \| \| \| \| \| \| Eurhinosaurus \| \| \| \| |
|  |                                                                  |
|  | Excalibosaurus                                                   |
|  |                                                                  |
|  | Eurhinosaurus                                                    |
|  |                                                                  |

|  | Excalibosaurus |
|  |                |
|  | Eurhinosaurus  |
|  |                |

|  | Suevoleviathan |
|  |                |
|  | Thunnosauria   |
|  |                |

|  | Leptonectes                                                      |
|  |                                                                  |
|  | \| \| Excalibosaurus \| \| \| \| \| \| Eurhinosaurus \| \| \| \| |
|  |                                                                  |
|  | Excalibosaurus                                                   |
|  |                                                                  |
|  | Eurhinosaurus                                                    |
|  |                                                                  |

|  | Excalibosaurus |
|  |                |
|  | Eurhinosaurus  |
|  |                |

|  | Leptonectes                                                      |
|  |                                                                  |
|  | \| \| Excalibosaurus \| \| \| \| \| \| Eurhinosaurus \| \| \| \| |
|  |                                                                  |
|  | Excalibosaurus                                                   |
|  |                                                                  |
|  | Eurhinosaurus                                                    |
|  |                                                                  |

|  | Excalibosaurus |
|  |                |
|  | Eurhinosaurus  |
|  |                |

|  | Suevoleviathan |
|  |                |
|  | Thunnosauria   |
|  |                |

## Geographische Verbreitung
Zur Zeit wurde Suevoleviathan nur in Deutschland gefunden. Alle Funde stammen ausnahmslos aus der Gegend um Holzmaden und Bad Boll.

## Stratigraphie und zeitlicher Horizont
Suevoleviathan kommt ab dem Lias epsilon II, 4/5 bis zum Lias epsilon III im Unteren Toarcium des Unterjuras vor.

## Auswahl an Museen mit Exemplaren

### Deutschland
- Museum für Naturkunde, Berlin
- Museum am Löwentor in Stuttgart (Staatlichen Museum für Naturkunde Stuttgart)
- Paläontologische Sammlung der Universität Tübingen
- Naturkundemuseum Coburg